# Giuseppe Saronni
Giuseppe Saronni, veelal genoemd met zijn bijnaam als Beppe Saronni (Novara, 22 september 1957), is een voormalig Italiaans wielrenner. In 1982 werd hij wereldkampioen op de weg in het Britse Goodwood. Hij won twee keer de Ronde van Italië, in 1979 en 1983, en behaalde in de Giro 24 etappezeges. 

## Wielerloopbaan
Saronni werd in 1977, pas 19 jaar oud, beroepsrenner nadat hij speciale dispensatie had gekregen van de Italiaanse wielerbond. Saronni was een goede tijdrijder, een degelijke klimmer en had ook de beschikking over een competitieve eindsprint. In zijn carrière, die duurde tot en met 1990, wist hij 193 profoverwinningen te boeken. 
In zijn eerste jaar behaalde hij al direct enkele zeges en werd hij tweede in de Waalse Pijl. In de Ronde van Italië is hij 13 keer van start gegaan won deze twee keer (1979 en 1983). In totaal won hij daar 26 etappes (24 individueel en 2 in ploegverband) en droeg 39 dagen de roze leiderstrui. Uitschieter was 1980, waarin Saronni zeven etappes won. Op zijn erelijst prijken: winst in Milaan-San Remo, de Ronde van Lombardije, de Waalse Pijl, het Kampioenschap van Zürich, het Italiaans kampioenschap op de weg en twee etappes in de Ronde van Spanje. Hij won ook de Ronde van Romandië, de Midi Libre, Tirreno-Adriatico en de Ronde van Zwitserland. 
Saronni reed enkel voor Italiaanse ploegen; de sponsors hadden er niet of nauwelijks belang bij dat er buiten Italië gereden werd. Zodoende startte hij in de herfst van zijn loopbaan slechts één keer (1987) in de Ronde van Frankrijk, zonder enig succes. Ondanks zijn vele zeges kreeg hij tijdens zijn actieve wielerloopbaan, mede door zijn afwachtende manier van koersen en vertrouwend op zijn eindsprint, nooit die status van een vedette zoals zijn landgenoot Francesco Moser. 

## Ploegleider
Na zijn actieve wielerloopbaan werd Saronni onder meer sportief bestuurder van de Mapei-ploeg (met onder zijn leiding onder anderen de Belg Patrick Lefevere). Later was Saronni dit nog jarenlang bij de Lampre-ploeg. Anno 2021 is hij sportdirecteur bij UAE Team Emirates. Ook was hij een periode bondscoach van de Italiaanse wielerequipe. Zijn broers Alberto en Antonio waren eveneens wielrenner, maar met minder succes. De Saronni's reden van 1982 tot 1988 samen bij de Italiaanse ploeg Del Tongo.

## Erelijst
1974
- Italiaans kampioen op de baan sprint, junioren

1975
- Italiaans kampioen op de baan sprint, junioren

1977
- Ronde van Venetië
- Ronde van Sicilië
- 2e etappe deel A Ronde van Sicilië
- Omloop van de Drie Valleien
- Ronde van Friuli
- Altopascia
- Cabiate

1978
- Tirreno-Adriatico
- Escalada a Montjuich, koppelwedstrijd + Michel Pollentier
- GP Valsassina
- Beddisole
- Cuneo
- Laterina
- Lecco
- San Bernardino di Lugo
- San Vendemiano
- Trofeo Pantalica
- 1e, 2e (deel A) en 3e etappe Ronde van Indre en Loire
- Eindklassement Ronde van Indre en Loire
- 1e en 3e (deel B) etappe Ronde van Puglia
- Eindklassement Ronde van Puglia
- 2e etappe Ruota d'Oro
- Eindklassement Ruota d'Oro
- 2e, 7e en 8e etappe Ronde van Italië
- Coppa Agostoni
- Ronde van Campanië

1979
- Arezzo
- Criterium Arma di Taggia
- Basse Terre
- Caneli
- Pianello di Ostra
- Plancoët
- 4e etappe Tirreno-Adriatico
- Proloog Ronde van Catalonië
- 2e etappe deel B Ronde van Catalonië
- 5e en 8e etappe Ronde van Italië
- Eind- en puntenklassement Ronde van Italië
- 1e en 4e etappe Ronde van Romandië
- Eindklassement Ronde van Romandië
- Proloog en 1e etappe Midi Libre
- Eindklassement Midi Libre
- Kampioenschap van Zürich
- GP Città di Camaiore
- Omloop van de Drie Valleien
- Trofeo Baracchi + Francesco Moser
- GP Kanton Aargau
- 5e etappe Ruta del Sol

1980
- Zesdaagse van Milaan + Patrick Sercu
- Trofeo Pantalica
- Ruota d'Oro - Castelfranco di Sopra
- 1e, 4e en 5e etappe Ronde van Puglia
- Eindklassement Ronde van Puglia
- 3e etappe Tirreno-Adriatico
- Waalse Pijl
- Proloog Ronde van Romandië
- 1e, 2e, 3e, 13e, 17e, 19e en 21e etappe Ronde van Italië
- Puntenklassement Ronde van Italië
- Italiaans kampioenschap op de weg
- Omloop van de Drie Valleien
- Coppa Bernocchi
- Memorial Nencini
- Ronde van Campanië

1981
- 5e etappe Ronde van de Middellandse Zee
- 2e en 3e etappe Tirreno-Adriatico
- 1e en 3e etappe Ronde van Romandië
- 3e etappe Ronde van Duitsland
- 3e, 5e en 6e etappe Ronde van Italië
- Puntenklassement Ronde van Italië
- GP Città di Camaiore
- Trofeo Laigueglia
- Coppa Bernocchi
- Ronde van Romagna
- Coppa Sabatini
- Ronde van de Etna

1982
- 1e etappe Tirreno-Adriatico
- Eindklassement Tirreno-Adriatico
- 2e, 10e en 22e etappe Ronde van Italië
- 1e etappe Ronde van Zwitserland
- Eindklassement Ronde van Zwitserland
- 1e, 2e 4e (deel A) en 5e etappe Ruta del Sol
- Ronde van Trentino
- Milaan-Turijn
- Wereldkampioen op de weg
- Ronde van Lombardije
- Eindklassement Ronde van Sardinië
- Coppa Agostoni
- Coppa Sabatini

1983
- GP Cecina
- Milaan-San Remo
- 4e, 13e en 16e etappe Ronde van Italië
- Eind- en puntenklassement Ronde van Italië
- 9e en 10e etappe Ronde van Spanje

1984
- 3e en 5e etappe Ronde van Noorwegen

1985
- Trofeo Pantalica
- 3e etappe Settimana Siciliana
- 3e etappe Ronde van Puglia
- 1e etappe Ruta del Sol
- 2e (TTT), 3e en 16e etappe  Ronde van Italië

1986
- 3e etappe Settimana Siciliana
- Eindklassement Settimana Siciliana
- Eindklassement Internationale Wielerweek
- Trofeo Baracchi + Lech Piasecki
- 3e etappe Ronde van Italië (ploegentijdrit)

1987
- Milaan-Vignola
- Eindklassement Ronde van Sicilië
- 3e etappe Tirreno-Adriatico

1988
- Omloop van de Drie Valleien
- 2e etappe Ruta del Sol
- 1e etappe Ronde van Puglia
- Eindklassement Ronde van Puglia

1989
- Proloog Ruta del Sol

1990
- Ronde van Reggio Calabria

## Overwinningen
| Seizoen | Klassiekers              | Rittenkoersen                                                                    | Grote Rondes     | Kampioenschappen                  | Eendaagse wedstrijden                                                                                 | Zesdaagses                               | Ritten | Totaal aantal zeges |
| ------- | ------------------------ | -------------------------------------------------------------------------------- | ---------------- | --------------------------------- | --- | ---------------------------------------- | --- | ------------------- |
| 1977    |                          |                                                                                  |                  |                                   | Trofeo Pantalica, Omloop van de Drie Valleien, Ronde van Venetië, Ronde van Friuli, Ronde van Sicilië |                                          | | 5                   |
| 1978    |                          | Tirreno-Adriatico, Ronde van Indre-et-Loire, Ronde van Puglia                    |                  |                                   | Coppa Agostoni, Trofeo Pantalica, Ronde van Campanië, Ruta d'Oro                                      |                                          | 3 ritten Ronde van Italië | 10                  |
| 1979    | Kampioenschap van Zürich | Ronde van Romandië, Midi Libre                                                   | Ronde van Italië |                                   | Trofeo Baracchi, GP Kanton Aargau, GP di Camaiore, Omloop van de Drie Valleien                        |                                          | 3 ritten Ronde van Italië, 2 ritten Ronde van Romandië, 2 ritten Midi Libre, 2 ritten Ruta del Sol, 1 rit Tirreno-Adriatico                                                                                    | 18                  |
| 1980    | Waalse Pijl              | Ronde van Puglia                                                                 |                  | Italiaans kampioenschap op de weg | Ronde van Campanië, Trofeo Pantalica, Omloop van de Drie Valleien, Coppa Bernocchi, GP Larciano       | Zesdaagse van Milaan (met Patrick Sercu) | 7 ritten Ronde van Italië | 15                  |
| 1981    |                          |                                                                                  |                  |                                   | Trofeo Laiguelia, GP di Camaiore, Coppa Bernocchi, Ronde van Romagna, Ronde van de Etna               |                                          | 3 ritten Ronde van Italië | 8                   |
| 1982    | Ronde van Lombardije     | Ronde van Zwitserland, Ronde van Trentino, Tirreno-Adriatico, Ronde van Sardinië |                  | Wereldkampioen op de weg          | Coppa Sabatini, Coppa Agostoni, Milaan-Turijn, Trofeo Pantalica                                       |                                          | 4 ritten Ruta del Sol, 3 ritten Ronde van Italië, 1 rit Ronde van Duitsland, 1 rit Ruta de Oro, 2 ritten Tirreno-Adriatico, 3 ritten Ronde van Sardinië, 1 rit Ronde van Zwitserland, 1 rit Ronde van Trentino | 26                  |
| 1983    | Milaan-San Remo          |                                                                                  | Ronde van Italië |                                   | | Zesdaagse van Milaan (met René Pijnen)   | 2 ritten Ronde van Spanje, 3 ritten Ronde van Italië | 7                   |
| 1984    |                          |                                                                                  |                  |                                   | |                                          | 2 ritten Ronde van Noorwegen | 2                   |
| 1985    |                          |                                                                                  |                  |                                   | Trofeo Pantalica                                                                                      |                                          | 2 ritten Ronde van Italië, 1 rit Ruta del Sol, 1 rit Siciliaanse Wielerweek, 1 rit Ronde van Puglia | 6                   |
| 1986    |                          | Siciliaanse Wielerweek                                                           |                  |                                   | Trofeo Baracchi                                                                                       |                                          | 2 ritten Ronde van Puglia, 1 rit Siciliaanse Wielerweek | 5                   |
| 1987    |                          |                                                                                  |                  |                                   | Parma-Vignola                                                                                         |                                          | 1 rit Tirreno-Adriatico | 2                   |
| 1988    |                          | Ronde van Puglia                                                                 |                  |                                   | Omloop van de Drie Valleien                                                                           |                                          | 1 rit Ruta del Sol, 1 rit Ronde van Puglia | 4                   |
| 1989    |                          |                                                                                  |                  |                                   | |                                          | 1 rit Ruta del Sol | 1                   |
| 1990    |                          |                                                                                  |                  |                                   | Ronde van Reggio Calabria                                                                             |                                          | | 1                   |

## Resultaten in voornaamste wedstrijden
| Jaar | Ronde van Italië | Ronde van Frankrijk | Ronde van Spanje |
| ---- | ---------------- | ------------------- | ---------------- |
| 1977 |                  |                     |                  |
| 1978 | 5e (3)           |                     |                  |
| 1979 | ↑ (3)            |                     |                  |
| 1980 | 7e (7)           |                     |                  |
| 1981 | ↑ (3)            |                     |                  |
| 1982 | 6e (3)           |                     |                  |
| 1983 | ↑ (3)            |                     | opgave (2)       |
| 1984 | 16e              |                     | opgave           |
| 1985 | 15e (2)          |                     |                  |
| 1986 | ↑                |                     |                  |
| 1987 | opgave           | opgave              |                  |
| 1988 | 27e              |                     |                  |
| 1989 | 75e              |                     | opgave           |
| 1990 | 45e              |                     | opgave           |

| Jaar | Milaan-San Remo | Gent-Wevelgem | Luik-Bast.‑Luik | Ronde van Lombardije | Waalse Pijl | Parijs-Tours | Parijs-Brussel |  | WK op de weg |  | Wereldranglijsten |
| ---- | --------------- | ------------- | --------------- | -------------------- | ----------- | ------------ | -------------- |  | ------------ |  | ----------------- |
| 1977 | 19e             |               |                 | 14e                  | ↑           |              |                |  | 9e           |  |                   |
| 1978 | ↑               |               |                 | 11e                  |             |              |                |  | 4e           |  | 17e (SPP)         |
| 1979 | ↑               |               | 28e             | 16e                  | ↑           | ↑            |                |  | 8e           |  | (SPP)             |
| 1980 | ↑               |               |                 |                      | ↑           |              |                |  |              |  | 5e (SPP)          |
| 1981 | 33e             | 9e            |                 | 15e                  | 15e         | 33e          |                |  | ↑            |  | 7e (SPP)          |
| 1982 |                 |               |                 | ↑                    | 7e          | 45e          | 6e             |  | ↑            |  | (SPP)             |
| 1983 | ↑               |               | ↑               | 39e                  |             |              |                |  | 17e          |  | (SPP)             |
| 1984 | 30e             |               |                 |                      |             |              |                |  |              |  |                   |
| 1985 | 50e             |               |                 |                      | 70e         |              | 34e            |  | 24e          |  |                   |
| 1986 | 4e              |               |                 |                      | 52e         |              |                |  | ↑            |  | 13e (SPP)         |
| 1987 | 80e             |               |                 |                      |             |              |                |  | 48e          |  |                   |
| 1988 | 44e             |               |                 |                      |             |              |                |  |              |  |                   |
| 1989 | 89e             |               |                 |                      |             |              |                |  |              |  |                   |
| 1990 | 47e             |               |                 |                      |             |              |                |  |              |  |                   |